# Tümer
Tümer ist ein türkischer männlicher Vorname und Familienname mit der Bedeutung „ein richtiger Mann“; „ein Held“.

## Namensträger

### Vorname
- Tümer Metin (* 1974), türkischer Fußballspieler

### Familienname
- Nejat Tümer (1924–2011), türkischer Admiral und Politiker
- Ulaş Berkim Tümer (* 2002), türkischer Bogenschütze